# Hansa-Park
Hansa-Park es un parque temático alemán, localizado en Sierksdorf, en el estado federado de Schleswig-Holstein, próximo al mar Báltico.
Fue inaugurado el 15 de mayo de 1977, bajo el nombre de Hansaland. Fue en 1987 cuando fue rebautizado, recibiendo el actual nombre, Hansa-Park. Cuenta con más de 125 atracciones, y entre 1973 y 1976 albergó el primer parque de Legoland.
El parque atrae más de un millón de visitantes anuales, convirtiéndose así en el quinto parque de atracciones más importante de Alemania. Está dividido en 11 áreas temáticas, que contienen atracciones y espectáculos relativos a su respectivo tema.
Entre las principales atracciones, destacan:
- montañas rusas: Nessie, Rasender Roland, Crazy-Mine, Fluch von Novgorod, Schlange von Midgard y Der Schwur des Kärnan.
- atracciones acuáticas: Der Wasserwolf am Ilmensee, Super Splash, Rio Dorado, Sturmfahrt der Drachenboote y Barracuda-Slide.

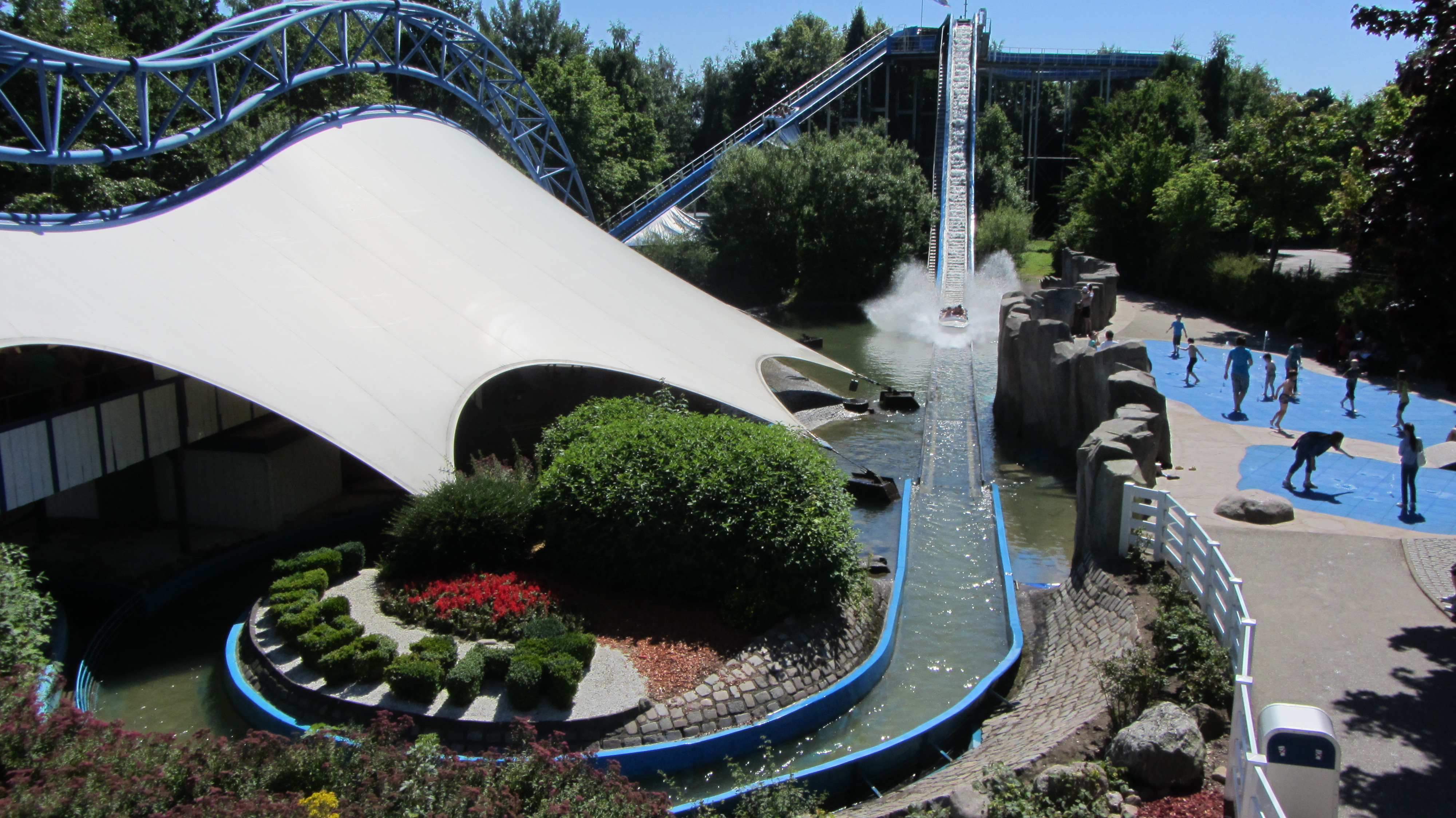
Hansa-Park Wasser-Achterbahn Super-Splash

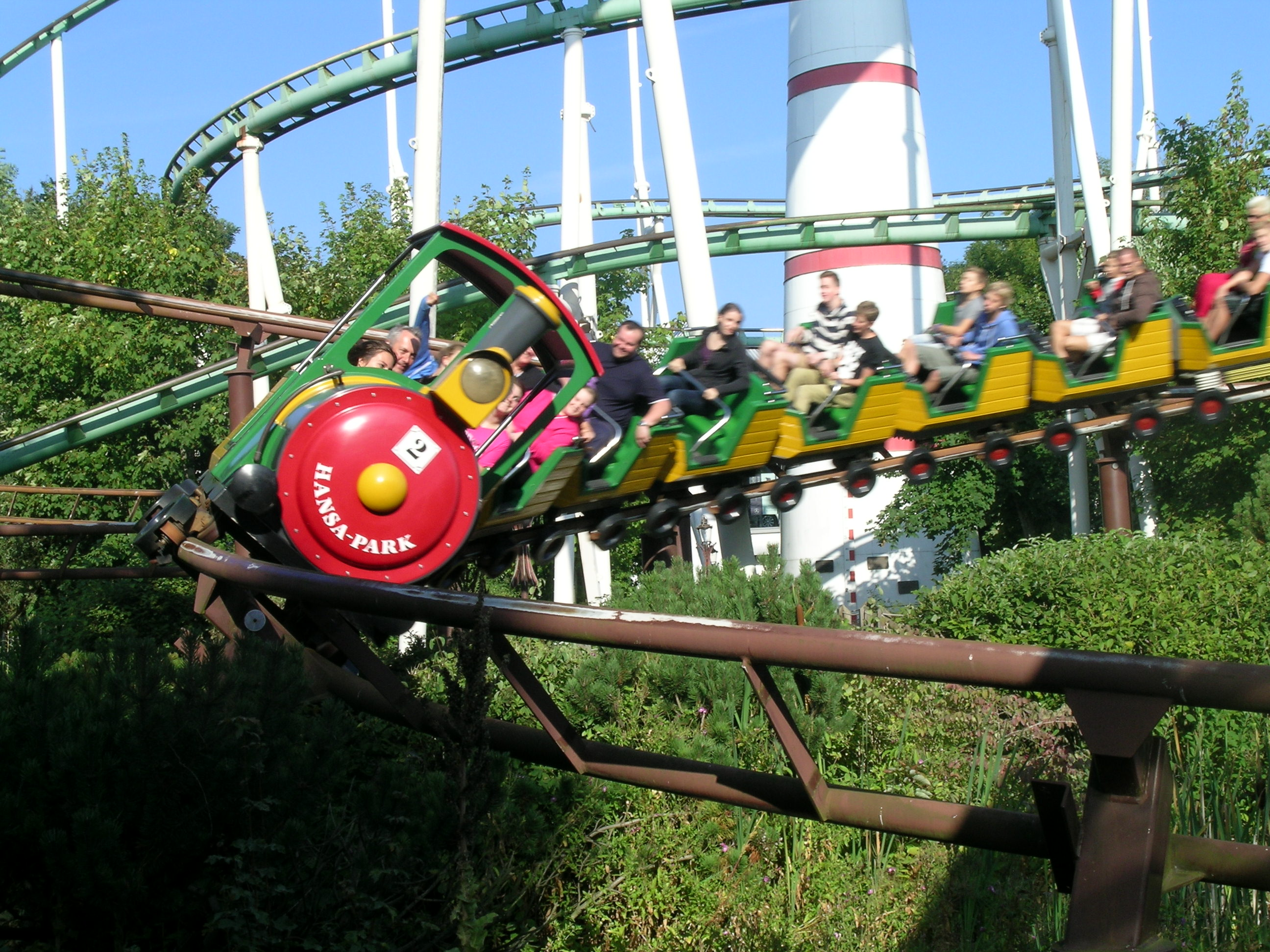
Rasernder Roland Hansapark Sierksdorf

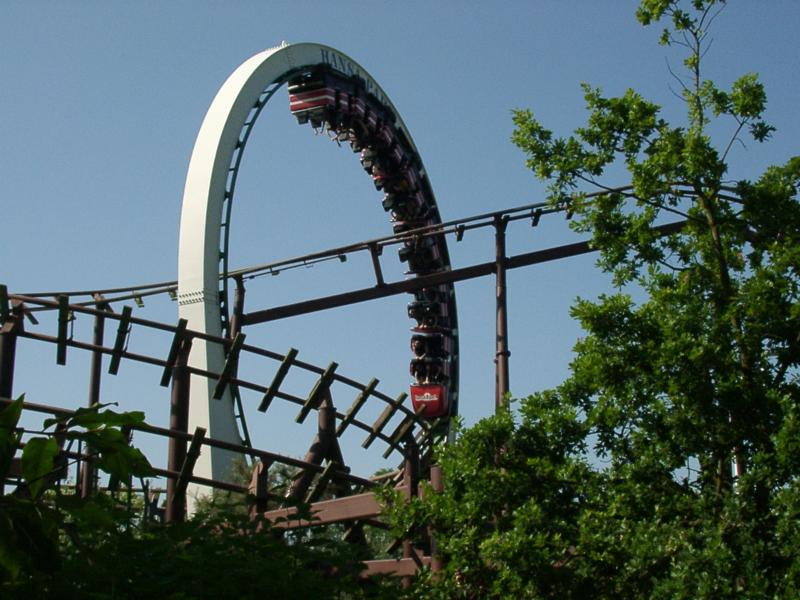
Nessie

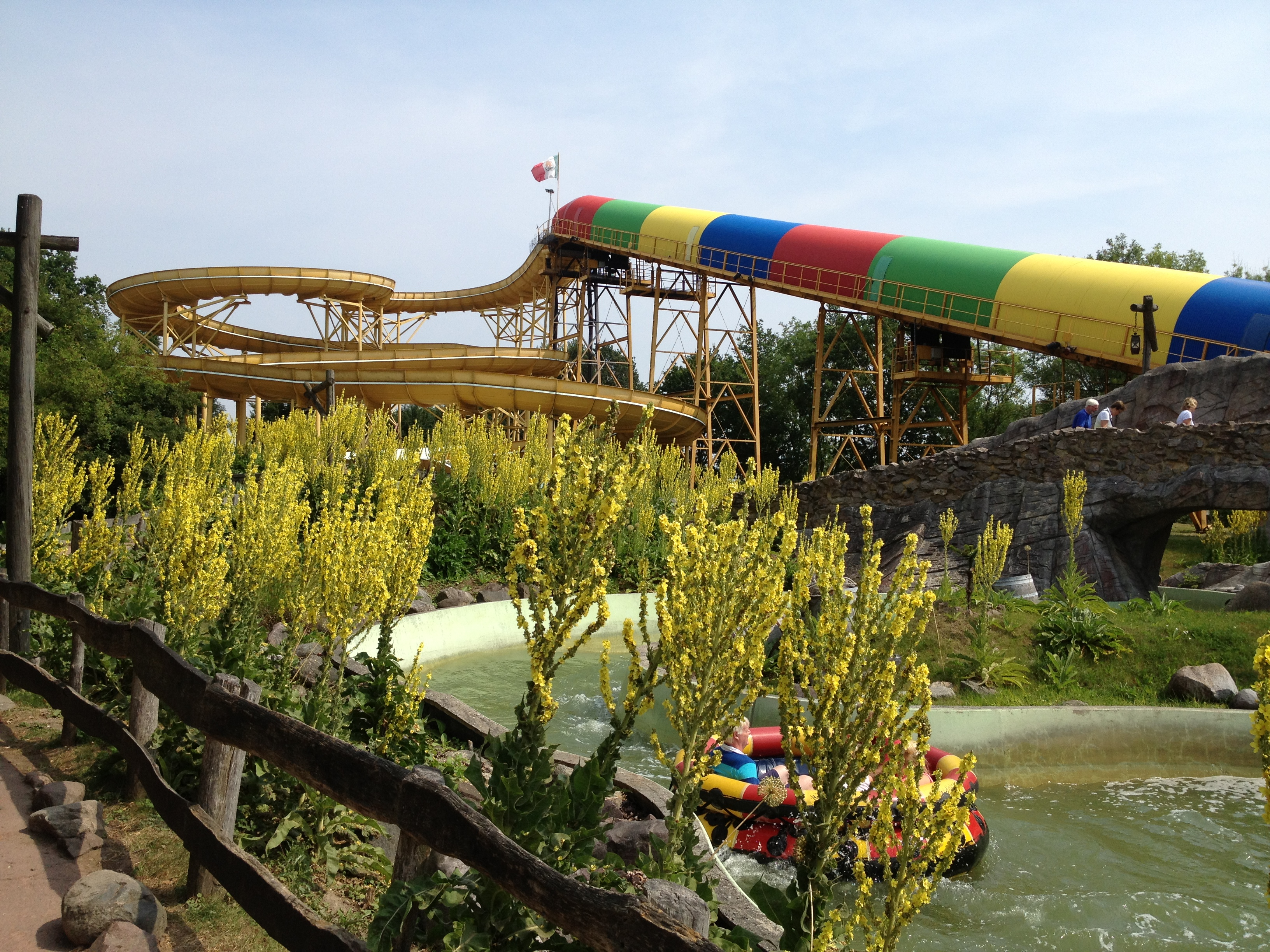
Rio Dorado

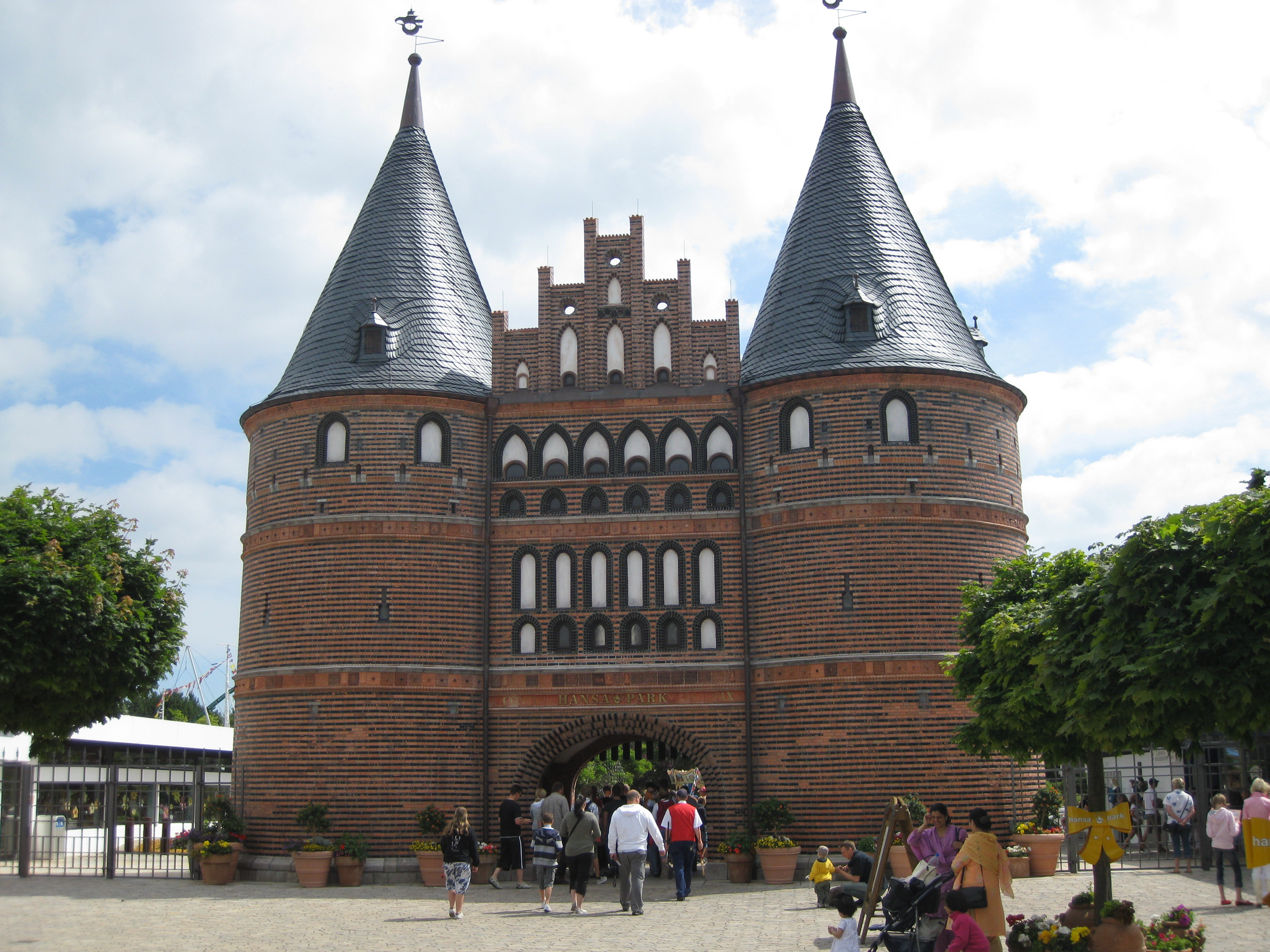
Entrada a Hansapark